# Орсато, Даниэле
Даниэле Орсато (итал. Daniele Orsato; род. 23 ноября 1975, Монтеккьо-Маджоре, Венеция) — футбольный судья, обслуживающий матчи чемпионата Италии по футболу (Серии A), Лиги чемпионов УЕФА и Лиги Европы УЕФА.

## Биография и карьера
Жил в Рекоаро-Терме, где тренировал мальчишек в одном из местных клубов. В 17 лет начал судить матчи. В 2002 дебютировал как судья высшего дивизиона Профессиональной лиги (Серии C1), за четыре сезона судил в общей сложности 69 матчей в Серии C1 и второго дивизиона Профессиональной лиги (Серии C2).
В 2006 году дебютировал в чемпионате Италии по футболу (Серии A). 17 декабря 2006 года судил матч между «Сиеной» и «Аталантой» (1:1), в дальнейшем Д. Орсато судил две игры в высшем дивизионе и ряд матчей в низшем дивизионе. К концу сезона 2013—2014 Орсато отработал 128 матчей в Серии А, в том числе, таких как: «Милан» — «Ювентус» , «Рома» — «Ювентус» , миланское дерби, римское дерби между «Ромой» и «Лацио» .
В сезоне 2007/2008 Орсато входил в четверку лучших судей УЕФА и был одним из самых перспективных молодых итальянских судей.
3 июля 2010 Даниэль Орсато стал судьёй ФИФА, а в октябре 2010 дебютировал в матче отбора на Чемпионат Европы по футболу 2012 между сборными командами Армении и Словакии.
В мае 2012 года по приглашению Федерации футбола Румынии обслуживал финальный матч Кубка Румынии между командами «Динамо» и «Рапид» на Национальном стадионе.
С 2012 является постоянным судьёй на матчах Лиги чемпионов УЕФА и Лиги Европы УЕФА. В 2012 стал обладателем приза лучшему судье Италии — премии Джованни Мауро.
Летом 2015 обслуживал матчи Чемпионат мира по футболу среди молодёжных команд в Новой Зеландии.
С 2015 года входит в категорию элитных судей УЕФА. Летом 2021 года работал на матчах чемпионата Европы по футболу 2020 года. Провёл три игры, из них один матч 1/8 финала. 
В мае 2022 года ФИФА назначила его одним из 36 главных судей чемпионата мира по футболу 2022 года в Катаре. Ему было доверено право обслуживать два матча группового этапа (в том числе матч открытия), а затем полуфинал.
В апреле 2024 года был отобран одним из главных арбитров в числе 19 судейских бригад для обслуживания матчей Чемпионата Европы по футболу, который прошёл в июне-июле 2024 года в Германии.

### Чемпионат Европы 2020 года
| Стадия         | Дата         | Место   | Команда 1 | Команда 2 | Результат          |
| -------------- | ------------ | ------- | --------- | --------- | ------------------ |
| Групповой этап | 13 июня 2021 | Лондон  | Англия    | Хорватия  | 1:0 (0:0)          |
| Групповой этап | 19 июня 2021 | Севилья | Испания   | Польша    | 1:1 (1:0)          |
| 1/8 финала     | 29 июня 2021 | Глазго  | Швеция    | Украина   | 1:2 д.в (1:1, 1:1) |

### Чемпионат мира 2022 года
| Стадия         | Дата            | Место                          | Команда 1 | Команда 2 | Результат | Предупреждён | Red card | Пенальти       |
| -------------- | --------------- | ------------------------------ | --------- | --------- | --------- | ------------ | -------- | -------------- |
| Групповой этап | 20 ноября 2022  | Эль-Байт, г.Эль-Хаур           | Катар     | Эквадор   | 0:2 (0:2) | 4 - 2        | 0 - 0    | 0 - 16′ (пен.) |
| Групповой этап | 26 ноября 2022  | Национальный стадион, г.Лусаил | Аргентина | Мексика   | 2:0 (0:0) | 1 - 4        | 0 - 0    | 0 - 0          |
| 1/2 финала     | 13 декабря 2022 | Национальный стадион, г.Лусаил | Аргентина | Хорватия  | 3:0 (2:0) | 2 - 2        | 0 - 0    | 34′ (пен.) - 0 |

### Чемпионат Европы 2024
| Стадия         | Дата         | Город              | Стадион              | Команда 1  | Результат                | Команда 2 | Предупреждён | Red card | Пенальти |
| -------------- | ------------ | ------------------ | -------------------- | ---------- | ------------------------ | --------- | ------------ | -------- | -------- |
| Групповой этап | 16 июня 2024 | Гельзенкирхен      | Фельтинс-Арена,      | Сербия     | 0:1 (0:1)                | Англия    | 3 - 0        | 0 - 0    | 0 - 0    |
| Групповой этап | 23 июня 2024 | Франкфурт-на-Майне | Вальдштадион,        | Швейцария  | 1:1 (1:0)                | Германия  | 3 - 1        | 0 - 0    | 0 - 0    |
| 1/8 финала     | 1 июля 2024  | Франкфурт-на-Майне | «Вальдштадион»       | Португалия | 3:0 пен. (0:0, 0:0, 0:0) | Словения  | 2 - 5        | 0 - 1    | - 0      |
| 1/4 финала     | 6 июля 2024  | Дюссельдорф        | «Меркур Шпиль Арена» | Англия     | 5:3 пен. (0:0, 1:1, 1:1) | Швейцария | 1 - 2        | 0 - 0    | 0 - 0    |